# Юханссон, Леннарт
Нильс Ле́ннарт Ю́ханссон (швед. Nils Lennart Johansson; 5 ноября 1929 года, Стокгольм — 4 июня 2019 года) — шведский футбольный функционер. В 1990—2007 годах — 5-й президент УЕФА, рекордсмен по продолжительности пребывания на этом посту. 

## Биография
Родился 5 ноября 1929 года в пригороде Стокгольма в семье плотника Эрика Хилмера Юханссона (1884—1963) и Анны-Марии Юханссон (1886—1964). С детства полюбил футбол, поскольку часто вместе со старшими братьями бывал на стадионе «Росудна», где свои матчи проводил местный клуб АИК, болельщиком которого стал Леннарт.  
Был дважды женат. Первая жена (с 1953 по 1980 год) — Анна-Стин Эрикссон (1922—2005), супруги воспитали двоих дочерей. Вторая жена — Лола Сайденвалл (1929—2017), в этом браке родилось ещё трое детей. 
В 2008 году перенёс кровоизлияние в мозг, от последствий которого до конца восстановиться не сумел. Скончался 4 июня 2019 года на 90-м году жизни после продолжительной болезни. 

## Карьера
В 1950 году начал работать в компании «Forbo Forshaga», специализирующейся на производстве напольных покрытий. За сорок лет работы прошёл путь от посыльного до генерального директора и председателя совета директоров компании. 
В 1961 году стал членом правления футбольного клуба АИК, а в 1967—1980 годах был президентом клуба. За время его президенства АИК выиграл два Кубка Швеции и дважды становился серебряным призёром чемпионата Швеции. Оставался почётным президентом клуба до 2005 года. 
В ноябре 1983 года был избран президентом Шведского футбольного союза, который возглавлял до своего избрания президентом УЕФА. Одной из главных заслуг Юханссона на этом посту является получение Швецией права на проведение чемпионата Европы по футболу в 1992 году.  
В 1984 году начал работу в УЕФА, став членом комитета по проведению чемпионатов Европы, а в 1988 году был избран в исполком организации. В ноябре 1990 года на мальтийском Конгрессе УЕФА был избран президентом европейской футбольной ассоциации (автоматически став одним из вице-президентов ФИФА), сменив на посту француза Жака Жоржа. По итогам голосования Юханссон обошёл своего оппонента Фредди Рамо на пять голосов.  
Под руководством Юханссона была проведена кардинальная реформа клубных европейских соревнований. В 1992 году Кубок европейских чемпионов был преобразован в Лигу чемпионов, в турнире вводился групповой этап и увеличивалось количество участников, значительно выросла его коммерческая и медийная составляющая. В 2004 году аналогичным образом был реформирован Кубок УЕФА. В 1999 году упразднялся утративший престиж Кубок обладателей кубков, а победители национальных кубков получали квалификацию в Кубок УЕФА.   
По инициативе Юханссона начиная с 1996 года количество участников чемпионатов Европы было увеличено до 16, вводилась стадия четвертьфинала. Эти изменения привели к повышению интереса к соревнованиям проводимым под эгидой УЕФА со стороны СМИ и крупных спонсоров. 
В 1998 году выступил противником создания закрытой Суперлиги, инициатором которой выступил итальянский конгломерат «Media Partners». 
В июне 1998 года баллотировался на пост президента ФИФА, однако по итогам первого тура голосования уступил Йозефу Блаттеру (80 голосов против 111 за Блаттера). После этого неоднократно выступал с критикой нового руководства ФИФА, в том числе обвиняя его в коррупции.  
26 января 2007 года в результате голосования уступил должность президента УЕФА Мишелю Платини. После этого до конца жизни являлся почётным президентом УЕФА.

## Память
В честь Леннарта Юханссона назван трофей Юношеской лиги УЕФА.

## Награды
- Золотая Медаль Его Величества Короля 8-го размера, на нагрудной ленте синего цвета (1990).
- Орден Компаньонов О. Р. Тамбо в золоте (ЮАР).
- Орден Дружбы (25 октября 1999 года, Россия) — за большой вклад в развитие футбола и укрепление дружбы между народами[6][7].
- Орден князя Ярослава Мудрого III степени (29 ноября 2006 года, Украина) — за выдающийся личный вклад в поддержку футбола в Украине, развитие европейского футбольного движения[8].
- Орден «За заслуги» I степени (2 ноября 1999 года, Украина)[9].
- Заслуженный человек Молдавии (Om Emerit) (27 мая 1998 года, Молдавия) — в знак признания особых заслуг в развитии и пропаганде футбола в Республике Молдова и значительный вклад в укрепление сотрудничества Молдовы с зарубежными странами в области спорта[10][11].